# Аскильдсен, Хьелль
Хьелль Аскильдсен (норв. Kjell Askildsen, 30 сентября 1929, Мандал, Норвегия — 23 сентября 2021) — норвежский писатель, лауреат многих литературных премий.

## Биография
Родился в 1929 году в семье норвежского политического деятеля Арне Аскильдсена (1898—1982). В годы оккупации Норвегии нацистской Германией отец будущего писателя был арестован, а позднее бежал в Швецию. Два старших брата Аскильдсена были узниками концлагеря Грини. После войны Аскильдсен служил в составе Независимой норвежской бригадной группы в Германии. Был трижды женат.

## Литературная деятельность
Литературный дебют писателя состоялся в 1953 году публикацией сборника рассказов «Теперь я всегда буду провожать тебя домой» (норв. Heretter følger jeg deg helt hjem). Сборник был неоднозначно принят в Норвегии из-за сексуального подтекста рассказов. В 1969 году он был награждён литературной премией Mads Wiel Nygaard’s Endowment за роман «Окружение», который был экранизирован в 1973 году режиссёром Одварем Бюллем Тухусом. Фильм «Мария Марушка» получил премию норвежских кинокритиков.
Аскильдсен написал всего несколько романов и сборников рассказов, однако является одним из наиболее видных современных писателей Норвегии. В 1983 году за сборник «Последние заметки Томаса Ф., сделанные им для человечества» Аскильдсен получил премию Ассоциации норвежских критиков. В 2006 году этот сборник был назван лучшим литературным произведением последних 25 лет.
Лауреат премии Браги, премии «Аскехоуг», премии Ассоциации норвежских критиков и др., издавался в России, (1, 2 Архивная копия от 20 апреля 2012 на Wayback Machine (норв.), 3 (норв.))

## Произведения
- 1953 — Heretter følger jeg deg helt hjem (сборник рассказов «Теперь я всегда буду провожать тебя домой»)
- 1955 — Herr Leonard Leonard — (роман)
- 1957 — Davids bror — (роман)
- 1966 — Kulisser — (сборник рассказов)
- 1969 — Omgivelser — (роман «Окружение»)
- 1974 — Kjære, kjære Oluf — (роман «Милый, милый Улаф»)
- 1976 — Hverdag — (роман)
- 1982 — Ingenting for ingenting — (сборник рассказов)
- 1983 — Thomas F’s siste nedtegnelser til almenheten — (сборник рассказов «Последние заметки Томаса Ф., сделанные им для человечества»)
- 1987 — En plutselig frigjørende tanke — (сборник рассказов)
- 1991 — Et stort øde landskap — (сборник рассказов «Бескрайний пустынный ландшафт»)
- 1996 — Hundene i Tessaloniki — (сборник рассказов «Собаки в Салониках»)
- 1999 — Samlede noveller — (сборник рассказов)
- 2005 — Alt som før — (сборник рассказов)